# Mặt cực tiểu

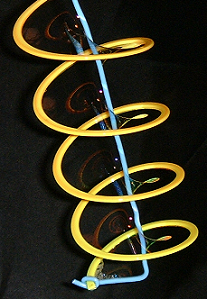
Mặt cực tiểu helicoid được hình thành bởi một màng xà phòng trên khung xoắn ốc

Trong toán học, một bề mặt cực tiểu (cũng gọi là mặt cực tiểu, hay bề mặt tối thiểu, hay mặt tối thiểu) là một bề mặt tối thiểu cục bộ diện tích của nó. Điều này tương đương với độ cong trung bình bằng không.

## Định nghĩa

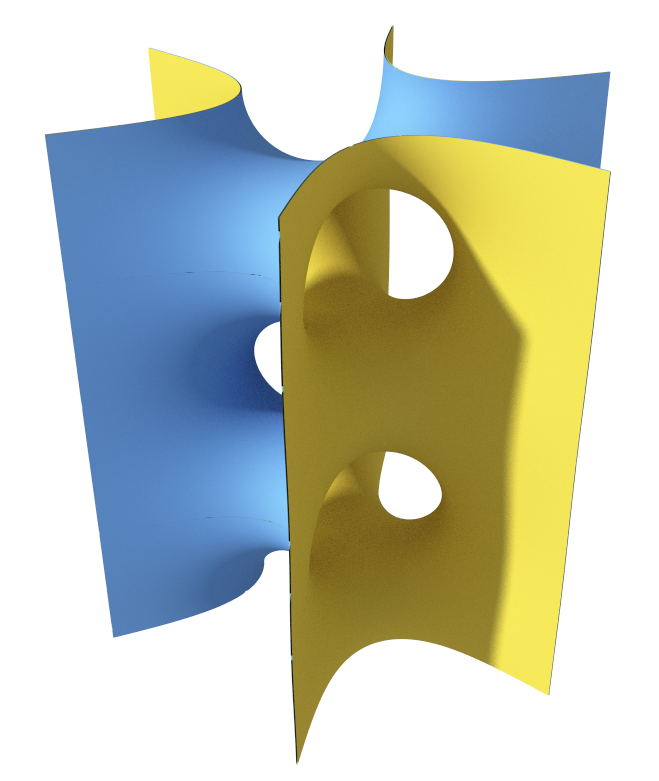
Mặt tháp yên ngựa là một mặt cực tiểu. Trong khi bất kỳ thay đổi nhỏ nào nào của bề mặt đều làm tăng diện tích của nó (nó là một cực tiểu địa phương), vẫn tồn tại các bề mặt khác có cùng ranh giới với tổng diện tích nhỏ hơn (nó không phải là cực tiểu toàn cục).

Các bề mặt cực tiểu có thể được xác định theo nhiều cách tương đương trong R3. Lý thuyết mặt cực tiểu nằm trong phần giao nhau của một số ngành toán học, đặc biệt là hình học vi phân, phép tính biến phân, lý thuyết thế năng, giải tích phức và vật lý toán học.
Định nghĩa diện tích tối thiểu cục bộ: Bề mặt M ⊂ R3 là cực tiểu khi và chỉ khi mọi điểm p ∈ M có một vùng lân cận có diện tích nhỏ nhất trong các vùng cùng ranh giới (cục bộ của lân cận).
Thuộc tính này là cục bộ: có thể tồn tại các bề mặt khác giúp giảm thiểu diện tích tốt hơn với cùng một ranh giới toàn cục.
Định nghĩa biến phân: Bề mặt M ⊂ R 3 là cực tiểu khi và chỉ khi nó là điểm cực trị của phiếm hàm diện tích đối với tất cả các biến phân có giá compact.
Định nghĩa này tương tự với định nghĩa của các đường trắc địa.
Định nghĩa màng xà phòng: Bề mặt M ⊂ R3 là cực tiểu khi và chỉ khi với mọi điểm p thuộc M, tồn tại một vùng lân cận Dp giống y hệt màng xà phòng lý tưởng duy nhất có ranh giới ∂Dp
Theo phương trình Young-Laplace, độ cong của màng xà phòng tỷ lệ thuận với chênh lệch áp suất giữa hai phía: nếu chênh lệch áp suất bằng 0, màng có độ cong trung bình bằng không. Bong bóng hình cầu không phải là bề mặt cực tiểu theo định nghĩa này: trong khi chúng tối thiểu tổng diện tích dưới một ràng buộc về thể tích trong, chúng có chênh lệch áp suất dương. Nói cách khác, chúng không tối thiểu diện tích cục bộ (dưới ràng buộc về ranh giới cục bộ). 

Các mặt phẳng cong của mặt cực tiểu. Trên một bề mặt cực tiểu, độ cong dọc theo các mặt phẳng cong chính có giá trị bằng nhau và có dấu ngược nhau tại mọi điểm. Điều này làm cho độ cong trung bình bằng không.

Định nghĩa độ cong trung bình: Một bề mặt M ⊂ R 3 là tối thiểu khi và chỉ khi độ cong trung bình của nó bằng 0.
Một hệ quả trực tiếp của định nghĩa này là mọi điểm trên mặt cực tiểu là một điểm yên ngựa với các độ cong chính bằng nhau và ngược dấu.
Định nghĩa phương trình vi phân: Một bề mặt M⊂R3 là cực tiểu khi và chỉ khi nó có thể được biểu diễn cục bộ dưới dạng đồ thị của một nghiệm của
{\displaystyle (1+u_{x}^{2})u_{yy}-2u_{x}u_{y}u_{xy}+(1+u_{y}^{2})u_{xx}=0}
Phương trình vi phân từng phần trong định nghĩa này ban đầu được tìm thấy vào năm 1762 bởi Lagrange, và Jean Baptiste Meusnier đã phát hiện ra vào năm 1776 rằng nó ngụ ý độ cong trung bình bằng 0.

## Ví dụ

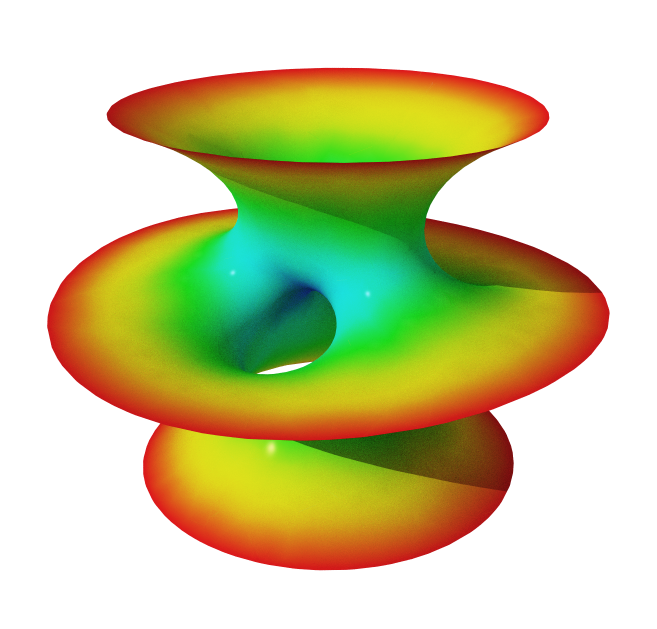
Bề mặt cực tiểu Costa

Các ví dụ cổ điển của các bề mặt cực tiểu bao gồm:
- mặt phẳng
- catenoid
- helicoid

Các bề mặt từ thời kỳ hoàng kim của thế kỷ 19 bao gồm:
- Các bề mặt cực tiểu Schwarz: các bề mặt tuần hoàn ba lần lấp đầy R 3
- Mặt cực tiểu Riemann
- Mặt Enneper
- Mặt Henneberg
- Mặt cực tiểu Bour

Bề mặt hiện đại bao gồm:
- Gyroid: Một trong những bề mặt năm 1970 của Schoen, một bề mặt tuần hoàn ba lần được đặc biệt quan tâm trong cấu trúc tinh thể lỏng
- Họ các tháp yên ngựa: khái quát hóa bề mặt Scherk thứ hai
- Mặt cực tiểu Costa: Phản ví dụ cho một giả thuyết nổi tiếng. Được mô tả vào năm 1982 bởi Celso Costa và sau đó được tạo hình bởi Jim Hoffman. Jim Hoffman, David Hoffman và William Meek III sau đó mở rộng định nghĩa để tạo ra một họ các bề mặt với các đối xứng quay khác nhau.
- Họ các mặt Gerrstatter Chen, thêm tay cầm vào mặt Enneper.